# آندریا اسپندولینی-سیریکس
آندریا اسپندولینی-سیریکس (انگلیسی: Andrea Spendolini-Sirieix؛ زادهٔ ۱۱ سپتامبر ۲۰۰۴) شیرجه‌رو اهل بریتانیا است.
وی در مسابقات کشوری و بین‌المللی در مجموع برندهٔ ۱ مدال طلا، ۱ مدال نقره، ۴ مدال برنز شده است.